# Російське Донецьке товариство кам'яновугільної та заводської промисловості

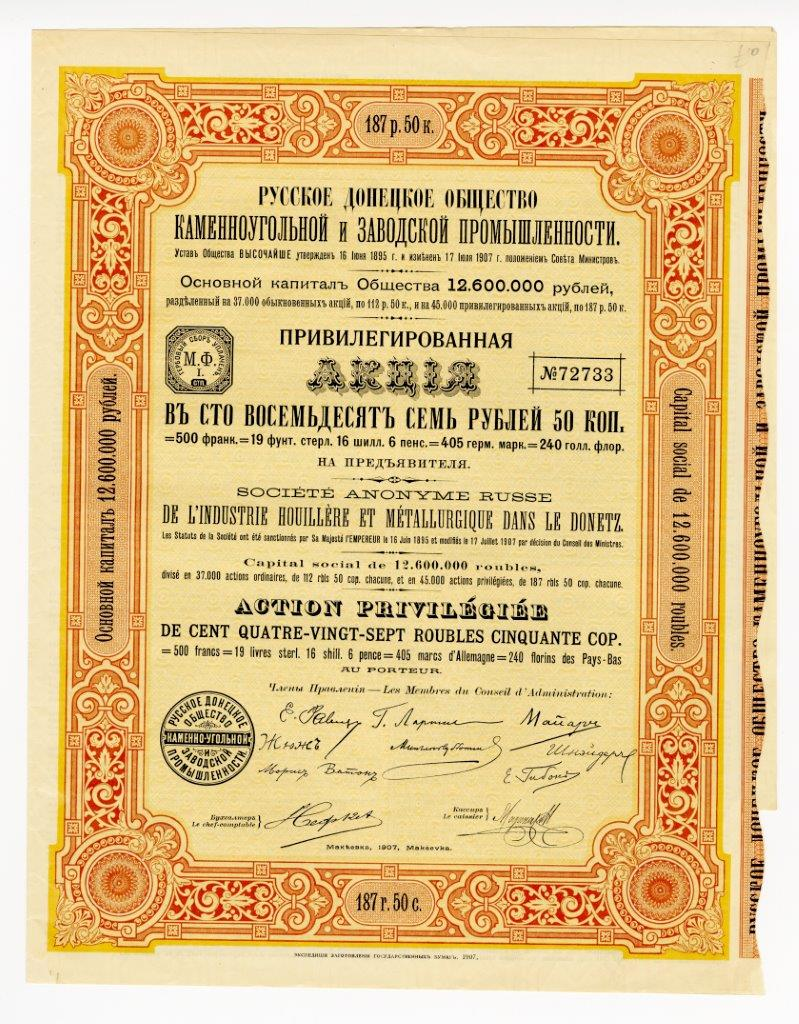
Привілейована акція 187 руб. 50 коп. Російського Донецького товариства кам'яновугільної та заводської промисловості з основним капіталом в 12,6 млн руб. Макіївка, 1907

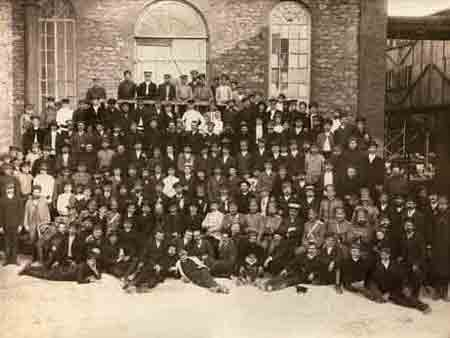
Група шахтарів шахти Іван

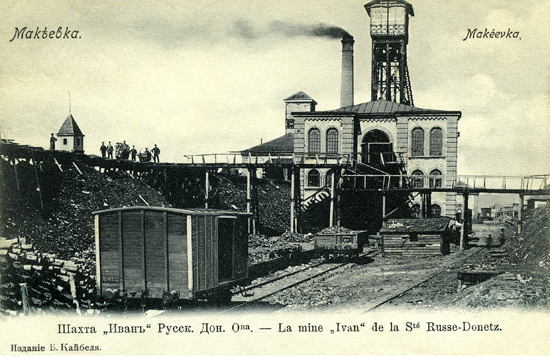
Шахта Іван

Російське Донецьке товариство кам'яновугільної та заводської промисловості (рос. Русское Донецкое общество каменноугольной и заводской промышленности) — одна з найбільших вугледобувних компаній Донбасу рубежу XIX-XX ст. Зареєстровано 3 червня 1895 у Макіївці. Засновниками виступили спадкоємці Івана Іловайського — видатного промисловця та мецената, ініціатора створення Ради З'їзду гірничопромисловців Півдня Росії, за активної участі франко-бельгійського капіталу.
За договором від 13 липня Суспільство стало власником 19 000 десятин землі, зокрема і землі, відведеної під закладений 1892 спадкоємцями Івана Іловайського селище Дмитрівське. Основна причина утворення селища – необхідність у кваліфікованих робочих кадрах для гірничої промисловості. Наприкінці ХІХ ст. проблема з робітниками кадрами стояла дуже гостро. На з'їздах гірничопромисловців питання про залучення та утримання робочої сили обговорювалося багаторазово. Селище Дмитрівське планувалося і як торговий центр Макіївського гірського округу. В окрузі знаходилися копальні, труболиварний завод, станція залізниці з ремонтною інфраструктурою. Назву селище отримало від іменитого предка — наказного отамана Дмитра Івановича Іловайського, який заснував слободу Макіївку. Крім того, товариство володіло шахтами та металургійними виробництвами.
У 1909 у Донецькому басейні вибухнула найсильніша вугільна криза, причинами якої стала невідповідність у цінах на вугілля глибоких шахт (7-8 коп. за пуд) з дрібними шахтами (5,5-6 коп. за пуд). Внаслідок чого заводчики та залізниці припинили закупівлю вугілля на великих глибоких шахтах, у той час як на дрібних запасах на виходах пластів було практично вироблено. Відразу після кризи збільшується приплив іноземних капіталів, засновуються нові акціонерні товариства та товариства. Таким чином у 1912 товариство поглинене і стало складовою товариства «Російський гірничий та металевий Уніон».